# Boxe aux Jeux panaméricains de 1983
Navigation
Édition précédente Édition suivante
Les compétitions de boxe anglaise des Jeux panaméricains 1983 se sont déroulées du 14 au 29 août à Caracas, Venezuela.

## Résultats

### Podiums
| Catégories                    | Or                  | Argent            | Bronze                             |
| Poids mi-mouches (-48 kg)     | Rafael Ramos        | Paul Gonzales     | Héctor Díaz Manoelito Santos       |
| Poids mouches (-51 kg)        | Pedro Reyes         | Laureano Ramírez  | Jesus Poll Steve McCrory           |
| Poids coqs (-54 kg)           | Manuel Vilchez      | Pedro Nolasco     | Robinson Pitalua Floyd Favors      |
| Poids plumes (-57 kg)         | Adolfo Horta        | Santos Cardona    | Bernard Gary Rafael Zuniga         |
| Poids légers (-60 kg)         | Pernell Whitaker    | Ángel Herrera     | Alberto Cortez Angel Beltre        |
| Poids super-légers (-63,5 kg) | Cadelario Duvergel  | Jerry Page        | Genaro Léon Giovanni Sepulveda     |
| Poids welters (-67 kg)        | Louis Howard        | José Aguilar      | Luis Luis García Antonio Madureira |
| Poids super-welters (-71 kg)  | Orestes Solano      | Dennis Milton     | Dario Matteoni Héctor Ortíz        |
| Poids moyens (-75 kg)         | Bernardo Comas      | Alfredo Delgado   | Pedro Gamarro John Smith           |
| Poids mi-lourds (-81 kg)      | Pablo Romero        | Evander Holyfield | Miguel Mosna Carlos Salazar        |
| Poids lourds (-91 kg)         | Aurelio Toyo        | Henry Tillman     | Virgilio Frias Alex Stewart        |
| Poids super-lourds (+91 kg)   | Jorge Luis Gonzales | Eloy Loaiza       | Tyrell Biggs                       |

### Tableau des médailles
| Place | Pays                   | Médaille d'or, Amérique | Médaille d'argent, Amérique | Médaille de bronze, Amérique | Total |
| ----- | ---------------------- | ----------------------- | --------------------------- | ---------------------------- | ----- |
| 1     | Cuba                   | 8                       | 2                           | 0                            | 10    |
| 2     | États-Unis             | 2                       | 5                           | 4                            | 11    |
| 3     | Porto Rico             | 1                       | 2                           | 1                            | 4     |
| 4     | Venezuela              | 1                       | 1                           | 4                            | 6     |
| 5     | République dominicaine | 0                       | 2                           | 4                            | 6     |
| 6     | Argentine              | 0                       | 0                           | 3                            | 3     |
| 7     | Brésil                 | 0                       | 0                           | 2                            | 2     |
| 7     | Colombie               | 0                       | 0                           | 2                            | 2     |
| 9     | Mexique                | 0                       | 0                           | 1                            | 1     |
| 9     | Trinité-et-Tobago      | 0                       | 0                           | 1                            | 1     |
| 9     | Jamaïque               | 0                       | 0                           | 1                            | 1     |
| Total | 11 pays médaillés      | 12                      | 12                          | 23                           | 47    |